# グラント郡 (ケンタッキー州)

ケンタッキー州内の位置

グラント郡（Grant County）は、アメリカ合衆国ケンタッキー州内に位置する郡である。人口は22,384人（2000年）。郡庁所在地はウィリアムズタウンである。この郡はジョン・グラント大佐の名を取って命名された。

## 地理
アメリカ合衆国統計局によると、この郡は総面積675 km2 (261 mi2) である。このうち673 km2 (260 mi2) が陸地で2 km2 (1 mi2) が水地域である。総面積の0.33%が水地域となっている。

### 隣接する郡
- ブーン郡  (北)
- ケントン郡  (北東)
- ペンドルトン郡  (東)
- ハリソン郡  (南東)
- スコット郡  (南)
- オーエン郡  (西)
- ギャラティン郡  (北西)

## 人口動勢
2000年国勢調査で、この郡は人口22,384人、8,175世帯、及び6,221家族が暮らしている。人口密度は33/km2 (86/mi2) である。14/km2 (36/mi2) の平均的な密度に9,306軒の住宅が建っている。この都市の人種的な構成は白人98.31%、アフリカン・アメリカン0.25%、先住民0.23%、アジア0.29%、太平洋諸島系0.05%、その他の人種0.32%、及び混血0.54%である。ここの人口の1.04%はヒスパニックまたはラテン系である。
この郡内の住民は28.70%が18歳未満の未成年、18歳以上24歳以下が9.40%、25歳以上44歳以下が31.50%、45歳以上64歳以下が20.90%、及び65歳以上が9.50%にわたっている。中央値年齢は33歳である。女性100人ごとに対して男性は97.10人である。18歳以上の女性100人ごとに対して男性は94.80人である。
この郡内の世帯ごとの平均的な収入は38,438米ドルであり、家族ごとの平均的な収入は42,605米ドルである。男性は31,987米ドルに対して女性は23,669米ドルの平均的な収入がある。この郡の一人当たりの収入 (per capita income) は16,776米ドルである。人口の11.10%及び家族の9.00% は貧困線以下である。全人口のうち18歳未満の15.10%及び65歳以上の13.40%は貧困線以下の生活を送っている。

## 都市及び町
- ウィリアムズタウン
- ドライリッジ
- Corinth
- Crittenden